# Satyrus asiatica
Satyrus asiatica är en fjärilsart som beskrevs av Adalbert Seitz 1908. Satyrus asiatica ingår i släktet Satyrus och familjen praktfjärilar. Inga underarter finns listade.